# Chiesa di San Sisto Papa e Martire
La chiesa di San Sisto Papa e Martire è la parrocchiale patronale di San Sisto, frazione del comune italiano di Poviglio in provincia di Reggio Emilia. Appartiene al vicariato della Pianura nella diocesi di Reggio Emilia-Guastalla. Il luogo di culto che ci è pervenuto risale al XVII secolo.

## Storia
In tempi antichi il borgo di San Sisto, trovandosi lungo la via postale per Parma, fu luogo di sosta per i viaggiatori e anche per questo fu una delle frazioni maggiormente popolata di Poviglio. La prima chiesa con dedicazione a San Sisto viene ricordata in un documento del XIII secolo ed è descritta come una cappella allora dipendente dalla pieve di Sorbolo. In tempi successivi, a partire dal 1663, fu oggetto di ricostruzione ed ampliamento. La visita pastorale del 1713 che vi fece il vescovo Marazzani la descrisse come edificata appunto in quel periodo. Nel 1821 il tempio venne ampiamente restaurato e probabilmente in tale occasione ancora ampliato. A partire dal 1853 la giurisdizione ecclesiastica passò dalla diocesi di Parma a quella di Reggio Emilia. Nuovi lavori vennero realizzati in tempi diversi durante tutto il XX secolo. Nel 1921 fu rinnovata la copertura del tetto con revisione delle murature portanti. Nel secondo dopoguerra vennero rinnovati interni ed esterni. Dopo il terremoto del 1986 fu necessario intervenire per sanare i danni alle volte con particolare attenzione al recupero delle decorazioni ad affresco.

## Descrizione

### Esterni
La chiesa si trova a San Sisto, frazione di Poviglio in provincia di Reggio Emilia. La facciata è ampia e classicheggiante con quattro paraste doriche che la dividono verticalmente in tre settori e che reggono Il timpano triangolare. Sotto il timpano, la trabeazione porta l'iscrizione in latino DIVO XISTO II DICATUM. Il portale di accesso è architravato e si trova nel settore centrale. Nella parte mediana della facciata si aprono tre grandi finestre rettangolari che portano luce alla sala. La torre campanaria ha la cella che si apre con quattro finestre a bifora.

### Interni
L'aula a navata unica è ampliata da tre cappelle per lato tutte comunicanti tra di loro con passaggi ad arco. Dal presbiterio leggermente rialzato si accede alla sagrestia, sul lato sinistro. Nel presbiterio si conserva l'antico altare in legno intagliato e dorato che non è stato rimosso con l'adeguamento liturgico che si è concluso nel 1975.